# Amstel en Vecht
Het Hoogheemraadschap Amstel en Vecht was een fusie-waterschap in de Nederlandse provincies Noord-Holland en Utrecht. Het is in 1991 ontstaan uit de daarmee opgeheven waterschappen Hoogheemraadschap Amstelland, Hoogheemraadschap van den Zeedijk beoosten Muiden met de waterschappen Drecht en Vecht, De Proosdijlanden en De Vecht (in 1992).
Het waterschap was gevestigd in Amstelveen.
In 1997 werd Amstel en Vecht samengevoegd met het Zuiveringsschap Amstel- en Gooiland tot het nieuwe waterschap Hoogheemraadschap Amstel, Gooi en Vecht (AGV). Amstel- en Gooiland was gevestigd in Hilversum.